# 2024 en informatique
| Années de l'informatique : 2021 - 2022 - 2023 - 2024 - 2025 - 2026 - 2027    |
| Décennies de l'informatique : 1990 - 2000 - 2010 - 2020 - 2030 - 2040 - 2050 |

Cet article présente les faits marquants de l'année 2024 en informatique.

## Événements
- 19 juillet 2024 : Panne informatique mondiale impactant les systèmes Windows Server utilisant l'EDR CrowdStrike.

## Logiciel
- Développement des applications de l'Intelligence artificielle (IA générative, développement assisté par l'IA,...), la gestion continue de la sécurité, mais aussi l'ingénierie logicielle[1].

### Système d'exploitation
- La sortie de Windows 12 (es) initialement annoncée pour juin 2024[2],[3],[4] est repoussée à 2025.

## Matériel
- Intel annonce pour  2024 la sortie de sa puce baptisée Arrow Lake, et l'utilisation du procédé Intel 20A, le premier de « l'ère Angstrom »[5]
- 9 septembre : présentation du téléphone mobile iPhone 16, premier à être doté de son IA générative[6].